# イエスタデイ・ワンス・モア
「イエスタデイ・ワンス・モア」（Yesterday Once More）は、カーペンターズが1973年に発表したシングルである。ジョン・ベティスが作詞、リチャード・カーペンターが作曲を担当した。

## 解説
昔ラジオで聴いていたオールディーズを懐かしむという内容の歌。アルバム『ナウ・アンド・ゼン』ではB面1曲目に収録され、オールディーズのカヴァー・メドレーがそれに続き、アルバムの最後は「イエスタデイ・ワンス・モア」のリプライズで締めくくられるという演出がなされている。元々はメドレーの方が先に企画され、それに意味を持たせるために、リチャード・カーペンターのアイディアで作られた曲。B面「明日への旅路（Road Ode）」は、1972年のアルバム『ア・ソング・フォー・ユー』収録曲。
本国アメリカでは、1973年7月28日にBillboard Hot 100で2位を記録。日本とイギリスでのカーペンターズ最大のヒット曲で、日本での公称セールスは100万枚以上（オリコンでは約60万枚）。オリコン洋楽チャートでは26週連続1位を記録した。
またCMソングとしても使用され、三菱電機が90年代にオーブンレンジのcmで本曲が使用されていた。
2012年3月31日には、東北放送のアナログ放送終了特別クロージング時のBGMとして本曲が使用された。

## 収録曲
1. Side A イエスタデイ・ワンス・モア
2. Side B 明日への旅路（Road Ode）

### 演奏
- カレン・カーペンター - ボーカル、ドラムス
- リチャード・カーペンター - ボーカル、キーボード、指揮
- ジョー・オズボーン - ベース
- トニー・ペルーソ - エレクトリック・ギター
- アール・ダムラー - イングリッシュ・ホルン
- ゲイル・レヴァント - ハープ

## カヴァー
- ザ・ベンチャーズ - 『Only Hits!』（1973年）
- 内山田洋とクール・ファイブ（メインボーカル：小林正樹） - シングル（1973年。歌詞は山上路夫の日本語訳詞）
- キャンディーズ - 『危い土曜日〜キャンディーズの世界〜』（1974年）
- 晃（フィンガー5のボーカル） - 『あきら ぼくの好きな歌』（1974年）
- 青江三奈 - 『グランド・デラックス』（1974年。歌詞は山上路夫の日本語訳詞（内山田洋とクール・ファイブの歌詞と同じ））
- 弘田三枝子 - 『イエスタデイ・ワンス・モア』（1974年）
- チェリッシュ - 『ベスト・コレクション'75』（1975年。歌詞は山上路夫の日本語訳詞（内山田洋とクール・ファイブの歌詞とは異なる））
- シャッグス - 『Shagg's Own Thing』（1975年）
- 折笠愛 - 6人の人気声優によるカーペンターズ・メロディ『TOP OF THE WORLD』（1988年。歌詞は日本語）
- 五木ひろし - 『ラヴ・ストーリー〜スタンダード名曲全集』（1990年）
- レッド・クロス - トリビュート・アルバム『If I Were a Carpenter』（1994年）に提供
- 長沢ゆりか - シングル『だきしめてよ／Yesterday Once More』（1995年）
- 浪花花憐 - 大阪弁直訳カバーアルバム『涙の工務店』。「イエスタデイ・ワンス・モア」は「あのエエ頃もっかい」として収録（1996年）。
- 八千草薫 - 『きりんのなみだ』（2003年）
- 畠山美由紀 - ライブ・アルバム『LIVE AT GLORIA CHAPEL -The Great American Songbook-』（2004年）
- ゆらゆら帝国 - 『1998-2004』（2004年、ボーナス・ディスクに収録）
- Song For Memories - 『イエスタデイ・ワンス・モア〜TRIBUTE TO THE CARPENTERS〜』（2009年）
- NICOTINE - カーペンターズ楽曲のカバーアルバム『GOD SAVE THE CARPENTERS』（2009年）
- スコット・マーフィー - 『ギルティ・プレジャーズ4』（2010年）
- 西田あい - 『アイランド・ソングス 〜私の好きな 愛の唄〜』（2019年。歌詞は山上路夫の日本語訳詞（チェリッシュの歌詞と同じ））